# Werner von Gilsa
Werner Albrecht Freiherr von und zu Gilsa (nacido el 4 de marzo de 1889 en Berlín; † 8 de mayo de 1945 Leitmeritz) fue un oficial alemán y el general de infantería, cuya última asignación fue como comandante de la Wehrmacht de Dresde. En 1936, mientras era teniente coronel, Gilsa se convirtió en comandante de la Villa Olímpica durante los Juegos Olímpicos de Berlín 1936, después de la degradación de Wolfgang Fürstner.

## Pre-Guerra y Primera Guerra Mundial
Gilsa era descendiente de una familia alemana noble, los señores y barones de Gilsa, y él mismo un barón (Freiherr). El 19 de marzo de 1908 Gilsa se unió al ejército alemán, regimiento Garde-fusileros. El 19 de agosto de 1909 fue nombrado teniente segundo. Al comienzo de la Primera Guerra Mundial se fue al frente como líder de pelotón. El 24 de julio de 1915 fue ascendido a teniente primero. Mientras tanto, fue galardonado con cruces de hierro de segunda y primera clase. Llegó a ser ayudante de regimiento, después, ayudante de brigada, y el 15 de julio de 1918 fue ascendido a capitán. Al final de la guerra se le concedió la Cruz de Caballero con Espadas de la Orden de Hohenzollern además de otras decoraciones.

## Años de Weimar
Después de la guerra, Gilsa fue trasladado al Reichsheer. Desde aquí se hizo la transición, primavera de 1920, a Reichsheer regimiento de infantería militar 115, responsable de la formación de 100.000 hombres. Se convirtió en un funcionario de la compañía del regimiento de infantería prusiana 5, entonces comandante de la compañía. Entre 1924 y 1927 fue jefe de la MG 8 (ametralladora) compañía del regimiento de infantería prusiana 5. El 1 de octubre de 1930, fue nombrado ayudante del comandante de la zona de ejercicio de tropas en Döberitz, y como tal fue promovido a Mayor, 1 de junio de 1931.

## Carrera Wehrmacht
El 1 de abril de 1934 Gilsa se convirtió en comandante del I Batallón de Regimiento de Infantería 6 y el 1 de septiembre de 1934 fue ascendido a teniente coronel. Con el ascenso de Gilsa a Reichsheer, pasó a desempeñar el puesto de comandante del I Batallón del regimiento de infantería en Lübeck. El 15 de octubre de 1935, fue nombrado comandante del Regimiento de la Guardia de Berlín. Como tal se convirtió, en el verano de 1936, en Comandante de la villa olímpica, sustituyendo al degradado Wolfgang Fürstner.

## Segunda Guerra Mundial
Gilsa fue, desde el 1 de octubre de 1936 al 31 de enero de 1941, Comandante del Regimiento de Infantería-Regimiento 9. Dirigió a su regimiento en la campaña de Polonia tras el estallido de la Segunda Guerra Mundial. Durante la campaña, Gilsa se adjudicó los dos clips (Spangen) por sus cruces de hierro, lo que significa que se le concedieron estas condecoraciones por segunda vez. En la primavera de 1940, el regimiento de Gilsa luchó en la campaña de Francia. Gilsa logró tomar Charleville con algunos puentes sobre el río Mosa intactos, contribuyendo al éxito del avance alemán. Por este logro, el 5 de junio de 1940, fue galardonado con la Cruz de Caballero de la Cruz de Hierro. Desde el 1 de abril de 1941 hasta el 4 de abril de 1943 Gilsa fue comandante de división de Infantería de la 216 ª División. En el invierno 1941/42 la división fue enviada al frente oriental para la defensa de los sitios fortificados de Sukhinitchi (Festen Platzes Suchinitschi), tras lo que sería galardonado con la Cruz de Caballero de la Cruz de Hierro con Hojas de Roble el 24 de enero de 1942. El 1 de octubre de 1942, fue ascendido a teniente general. Gilsa era un confidente de los conspiradores en el complot de asesinato de Stauffenberg para matar a Hitler.[cita requerida]

## Últimos comandos
Gilsa fue ascendido a general de Infantería el 1 de julio de 1943. Del 11 de junio de 1943 al 23 de noviembre de 1944 fue comandante general del Cuerpo de Ejército LXXXIX, que participó en la Batalla del Escalda, 2 de octubre de 1944-8 de noviembre de 1944. Desde 15 de marzo de 1945 a mayo de 1945 Gilsa fue comandante militar de Dresde. En Dresde Gilsa abrió los hospitales de la Wehrmacht y almacenes de alimentos a la población así como también puso a su disposición los medios sanitarios de las líneas aéreas de Dresden-Nickern en pos de paliar los desastrosos efectos de los constantes bombardeos en alfombra que sufría la localidad. 
Redirigió y desvió las diferentes tropas y refugiados que pasaban por la ciudad; así mismo los soldados que estaban de permiso y heridos leves fueron llamados para formar nuevas tropas. 
Capturado por los rusos al final de la guerra, Gilsa se suicidó.